# 六中観
六中観（りくちゅうかん）は、陽明学者であり、昭和史の黒幕と言われた安岡正篤の座右の銘である。安岡は著作で「私は平生ひそかにこの観をなして、いかなる場合も決して絶望したり、 仕事に負けたり、屈託したり、精神的空虚に陥らないように心がけている。」と述べる。

## 内容
解説は、安岡の著作による注。
- 一、忙中閑あり　「ただの閑は退屈でしかない。ただの忙は文字通り心を亡ぼすばかりである。真の閑は忙中にある。忙中に閑あって始めて生きる」

- 二、苦中楽あり　「いかなる苦にも楽がある。貧といえども苦しいばかりではない。貧は貧なりに楽もある」

- 三、死中活あり　「死地に入って活路が開け、全身全霊をうちこんでこそ何ものかを永遠に残すのである。のらくらと五十年七十年を送って何の生ぞや」[1]

- 四、壷中天あり　「世俗生活の中にある独自の別天地をいう」　(後漢書)[2]

- 五、意中人あり　「常に心の中に人物を持つ。或いは私淑する偉人を、また要路に推薦し得る人材をここというように、あらゆる場合の人材の用意」

- 六、腹中書あり　「目にとめたとか、頭の中のかすような知識ではなく、 腹の中に納まっておる哲学のことである」[3]

## 備考
- 六観で良いところを、「中」の字を入れたことに関しては、安岡の説明から、「調和していき、融合し、一体化する」といった意味があったと考察されている[4]。